# Голобородько Костянтин Юрійович
Костянти́н Ю́рійович Голоборо́дько (нар. 7 грудня 1965 року, Берислав) — мовознавець, доктор філологічних наук (2011), професор (2012), декан українського мовно-літературного факультету ХНПУ. Онук Костянтина, син Юрія та Євдокії, брат Ярослава Голобородьків, чоловік Олени Маленко.

## Біографічні дані
Народився 7 грудня 1965 року в Бериславі.
У 1993 році захистив кандидатську дисертацію «Окказионализмы в поэзии С. Кирсанова» (науковий керівник — доктор філологічних наук, професор В. П. Ковальов).
Один рік працював учителем української мови та літератури Чорнобаївської санаторної школи-інтернату. У 1989 році закінчив Херсонський педагогічний інститут, де з 1993 й працював: з 1998 по 2001 — декан факультету іноземної філології. З 2004 — професор кафедри української мови, водночас з 2007 по 2009 — завідувач кафедри українознавства, з 2012 — декан українського мовно-літературного факультету Харківського національного педагогічного університету.
У 2011 році захистив докторську дисертацію на тему «Концептосфера мовотворчості Олександра Олеся» у спеціалізованій ученій раді Інституту української мови НАН України.

## Наукова робота
Наукові дослідження: мовна картина світу, лінгвоконцептологія, стилістика, лінгвопоетика, лінгвокультурологія, лінгвоперсонологія, лінгвістична експертиза. Одним із перших в українському мовознавстві комплексно дослідив «методологічні принципи моделювання індивідуальної концептосфери мовної особистості».
Автор понад 100 наукових публікацій, 2 монографій, майже 40 навчальних посібників та 10 методичних рекомендацій. Під керівництвом вченого захищено 6 кандидатських дисертацій. Був головним редактором журналу «Вивчаємо українську мову та літературу» ВГ «Основа».

### Основні праці
За ЕСУ:
- Поэтическое творчество и проблемы идиостиля. — Хн., 2001;
- Ідіостиль Олександра Олеся: лінгвокогнітивна інтерпретація. — Х., 2010;
- Художня семантика поетичного мовомислення // Українське мовознавство. — К., 2015;
- Лінгвістична експертиза тексту: лінгвістичний та мовний аналіз // Український світ у наукових парадигмах: Зб. наук. праць Харків. пед. ун-ту. — 2020. — Вип. 7;
- Теоретичні положення лінгвоконцептології в працях Л. А. Лисиченко й українських мовознавців (загальний коментар) // Зб. наук. праць Харків. пед. ун-ту. — 2023. — Вип. 10[2].

## Нагороди та відзнаки
- Відмінник освіти України (1998);
- Почесна грамота Харківської ОДА (2012, 2018);

- Нагрудний знак «За наукові досягнення» (2009);
- «За вагомий внесок у розвиток освіти та науки» (2014);

- Медаль «Григорій Сковорода» (2015)[1].